# Olympische Sommerspiele 2008/Teilnehmer (Bulgarien)
| Gelbes Symbol für Goldmedaillen mit stilisierten Olympischen Ringen | Graues Symbol für Silbermedaillen mit stilisierten Olympischen Ringen | Braundes Symbol für Bronzemedaillen mit stilisierten Olympischen Ringen |
| ------------------------------------------------------------------- | --------------------------------------------------------------------- | ----------------------------------------------------------------------- |
| 1                                                                   | 1                                                                     | 3                                                                       |

Bulgarien nahm 2008 zum 18. Mal an den Olympischen Sommerspielen teil. 73 Athleten traten in 16 verschiedenen Sportarten an den Wettkämpfen an.
Vor den Olympischen Sommerspielen wurden elf bulgarische Gewichtheber des Dopings überführt. Bereits nach der positiven A-Probe wurde die gesamte bulgarische Gewichthebermannschaft von den Spielen zurückgezogen.

## Teilnehmer nach Sportart

### Badminton
- Petja Nedeltschewa
Einzel

### Bogenschießen
| Männer        | Männer |
| ------------- | ------ |
| Daniel Pawlow | Einzel |

Daniel Pawlow qualifizierte sich während der Weltmeisterschaften 2007 für die Olympischen Spiele in Peking.

### Boxen
| Männer         | Männer     |
| -------------- | ---------- |
| Boris Georgiew | bis 64 kg  |
| Kubrat Pulew   | über 92 kg |

Boris Georgiew gewann bei den Europameisterschaften 2006 die Goldmedaille und bei den Olympischen Sommerspielen in Athen 2004 die Bronzemedaille.
Kubrat Pulew gewann jeweils die Bronzemedaille bei den Weltmeisterschaften 2005 und den Europameisterschaften 2006.

### Kanu
| Männer         | Männer          |
| -------------- | --------------- |
| Adnan Aliew    | Zweier-Canadier |
| Dejan Georgiew | Zweier-Canadier |

### Leichtathletik
- Nikolaj Atanassow
- Spas Buchalow
- Gita Dodowa
- Ilijan Efremow
- Inna Eftimowa
- Wenera Getowa
- Desislaw Gunew
- Georgi Iwanow
- Momtschil Karailiew
- Rumjana Karapetrowa
- Zwetelina Kirilowa
- Iwet Lalowa
- Tesdschan Naimowa
- Kolio Neschew
- Dobrinka Schalamanowa
- Daniela Jordanowa

### Radsport
| Männer        | Männer        |
| ------------- | ------------- |
| Daniel Petrow | Straßenrennen |

### Ringen
- Radoslaw Welikow (Bronze )
Freistil bis 55 kg
- Anatoli Gujdja
Freistil bis 60 kg
- Serafim Barsakow
Freistil bis 66 kg
- Kiril Tersiew (Bronze )
Freistil bis 74 kg
- Boschidar Bojadschiew
Freistil bis 120 kg

- Elina Wassewa
Freistil bis 63 kg
- Stanka Slatewa (Silber )
Freistil bis 72 kg

- Alexandar Kostadinow
Griechisch-römisch bis 55 kg
- Armen Nasarjan
Griechisch-römisch bis 60 kg
- Nikolaj Gergow
Griechisch-römisch bis 66 kg
- Jawor Janakiew (Bronze )
Griechisch-römisch bis 74 kg
- Kalojan Dintschew
Griechisch-römisch bis 96 kg
- Iwan Iwanow
Griechisch-römisch bis 120 kg

### Rudern
- Iwo Janakiew und Martin Janakiew
Doppelzweier

- Rumjana Nejkowa (Gold )
Einer

### Schießen
- Tanju Kirjakow
10 m Luftpistole
50 m Pistole

- Dessislawa Balabanowa
10 m Luftgewehr
50 m Gewehr

- Marija Grosdewa
10 m Luftpistole
25 m Pistole

- Irena Tanowa
10 m Luftpistole
25 m Pistole

### Schwimmen
| Männer              | Männer                                |
| ------------------- | ------------------------------------- |
| Michail Aleksandrow | 100 m Brust, 200 m Brust, 200 m Lagen |
| Georgi Palasow      | 100 m Schmetterling                   |
| Petar Stojtschew    | 10 km                                 |

| Frauen         | Frauen         |
| -------------- | -------------- |
| Nina Rangelowa | 200 m Freistil |

### Segeln
- Irina Konstantinowa-Bontemps
Windsurfen

### Tennis
- Zwetana Pironkowa
Einzel

### Turnen

#### Kunstturnen
- Jordan Jowtschew
- Nikolina Tankuschewa

#### Rhythmische Sportgymnastik
- Elisabet Paissiewa
- Simona Pejtschewa

- Zweta Kussewa
- Sorniza Marinowa
- Jolita Manolowa
- Maja Paunowska
- Joanna Tantschewa
- Tatjana Tongowa

### Volleyball
Die Volleyballmannschaft der Herren qualifizierte sich durch den Gewinn der Bronzemedaille während der Weltmeisterschaft 2007 für die Olympischen Sommerspiele.
Die Mannschaft spielt in einer Vorrunden-Gruppe mit den Mannschaften aus den USA, China, Venezuela, Italien und Japan.